# Talagabodas
El Talagabodas, Telagabodas o Talaga-Bodas (que significa "mont" o "llac blanc" en sondanès) és un estratovolcà que es troba a la província de Java Occidental de l'illa de Java, Indonèsia. El volcà corona a 2.201 msnm i es troba uns 25 km a l'est de la ciutat de Garut, al nord del volcà Galunggung. Està format per laves andesítiques i roques piroclàstiques. Al voltant del llac de cràter hi ha fumaroles, piscines de fang i aigües termals. El 1913 i el 1921 es van produir canvis en el color del llac. Es desconeix quan va tenir lloc la darrera erupció.